# Jeanette Hain

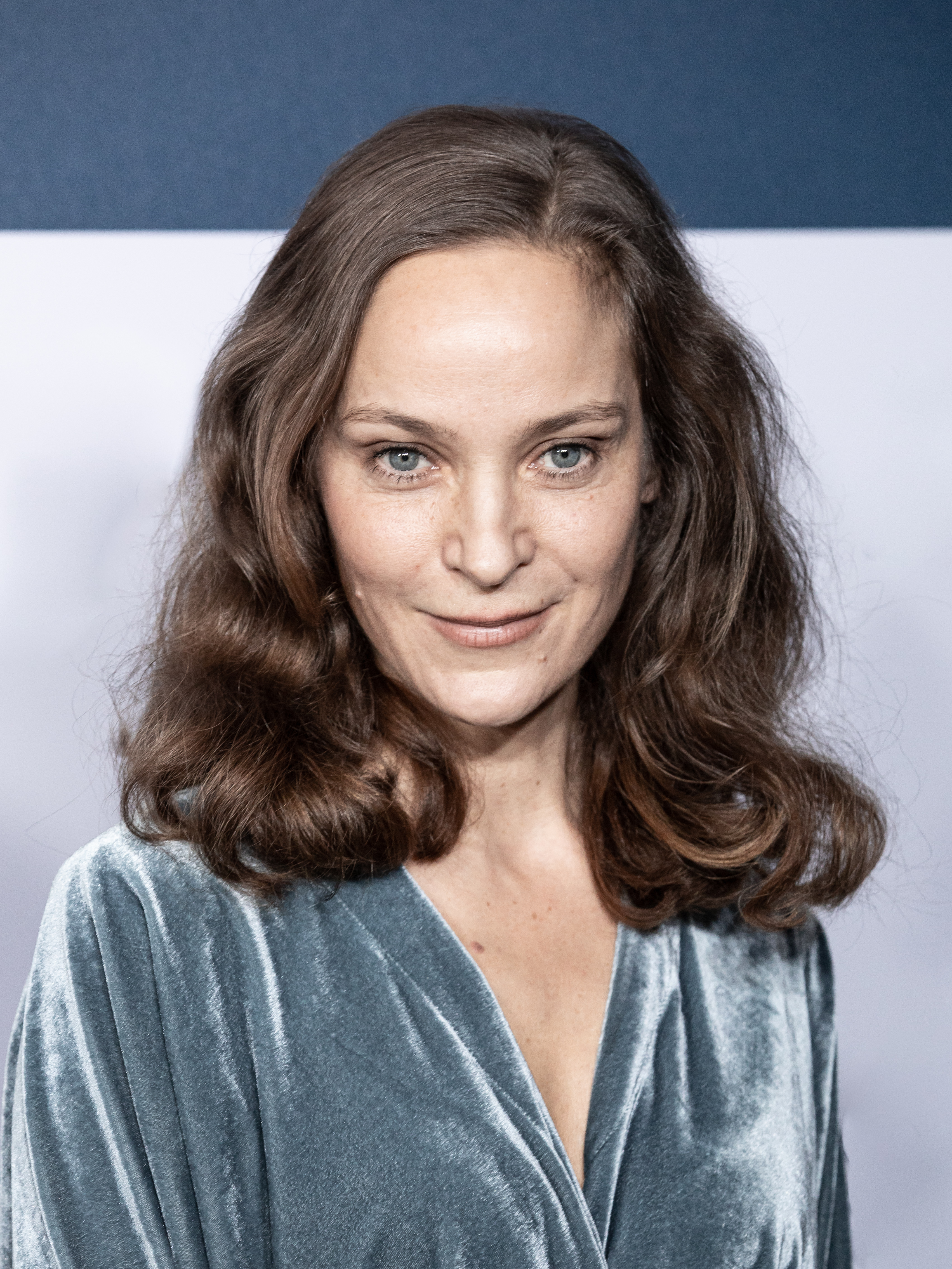
Jeanette Hain, 2019

Jeanette Hain (* 18. Februar 1969 in München) ist eine deutsche Schauspielerin. Ihren Durchbruch hatte sie 1998 als Ich-Erzählerin Sophie in Markus Imbodens Filmkomödie Frau Rettich, die Czerni und ich. Seitdem spielte sie in über 100 Film- und Fernsehproduktionen mit.

## Leben

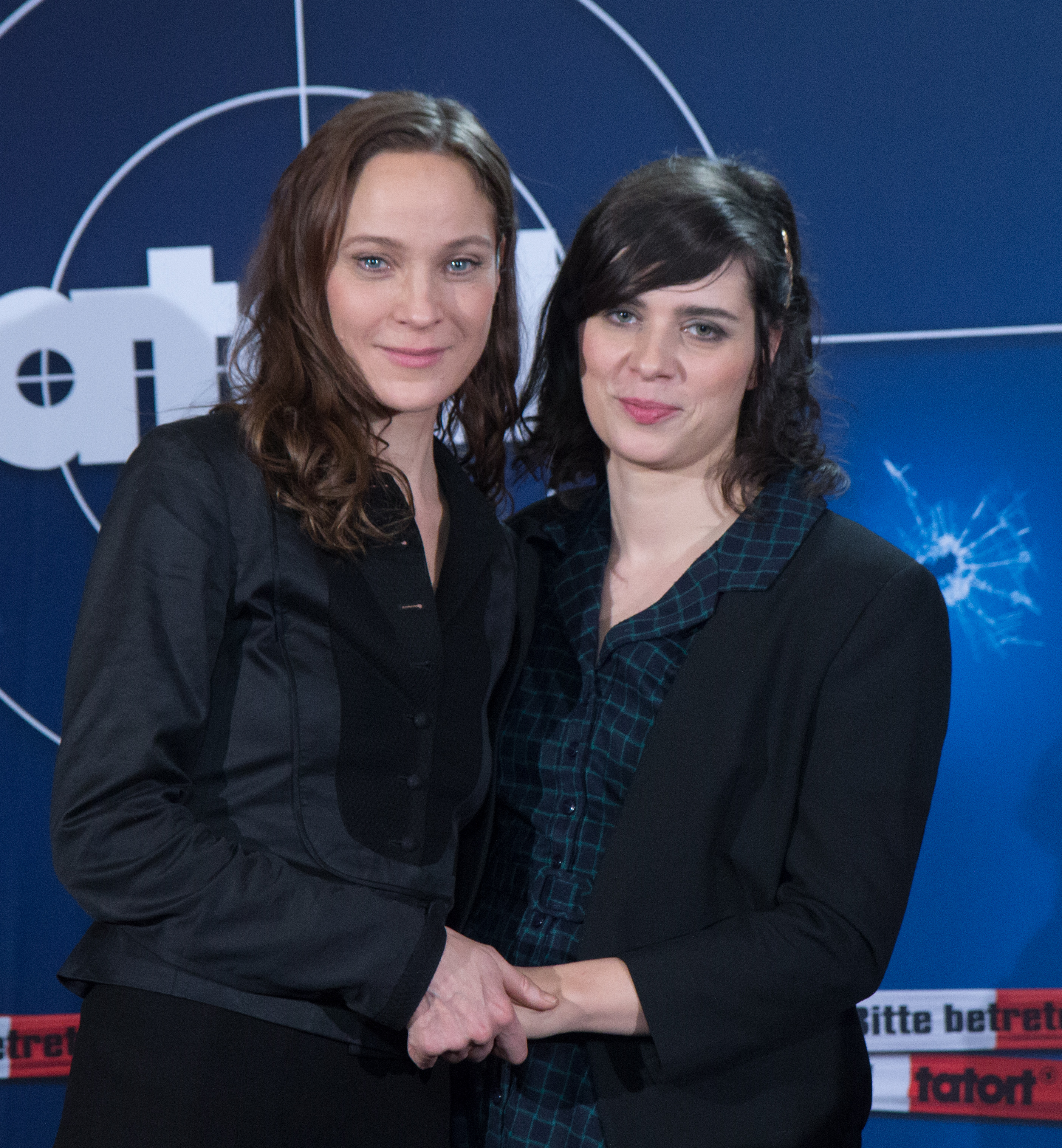
Jeanette Hain und Nora Tschirner, 2017

Jeanette Hain, Tochter eines Arztes, verbrachte ihre Kindheit in Neuried bei München, wo sie im Februar 1969 geboren wurde. Sie besuchte das Gymnasium Fürstenried und begann nach ihrem Abitur 1993 Regie an der Hochschule für Fernsehen und Film München zu studieren, als sie auf der Straße von Sherry Hormann als Hauptdarstellerin für den im Dezember 1998 erstgesendeten ZDF-Fernsehfilm Die Cellistin – Liebe und Verhängnis entdeckt wurde, in dem sie die Titelfigur Paula spielte. Neben Iris Berben und Martina Gedeck wurde sie als Ich-Erzählerin Sophie in Markus Imbodens Filmkomödie Frau Rettich, die Czerni und ich besetzt und gab damit ihr Debüt auf der Kinoleinwand. Diese Rolle brachte Hain den Durchbruch als Schauspielerin. Seitdem wirkte sie in zahlreichen Filmen sowohl im Kino als auch im Fernsehen. 1999 war sie als Bettina von Arnim in dem preisgekrönten Kinofilm nach einer literarischen Vorlage von Hans Magnus Enzensbergers Requiem für eine romantische Frau zu sehen. In dem Fernsehfünfteiler Sturmzeit des ZDF übernahm sie im selben Jahr in zwei Folgen die Rolle der Felicia Lavergne.
2000 verkörperte sie in Abschied. Brechts letzter Sommer die Schauspielerin Käthe Reichel, die zu Brechts letzter Liebe wurde. In dem beim Filmfest von Monte-Carlo prämierten, in den 1950er-Jahren in der DDR spielenden Film Die Frau des Architekten spielte sie 2002 neben Robert Atzorn die Rolle der Julia Sundstrom. In der 13-teiligen Sat.1-Serie Bis in die Spitzen spielte sie 2005 als Niki in einer der Hauptrollen und wirkte in den Fernsehproduktionen Einmal so wie ich will und Der Adler – Die Spur des Verbrechens (von dem dänischen Dogma-Regisseur Søren Kragh-Jacobsen). In dem deutsch-US-amerikanischen Kinofilm Der Vorleser spielte sie 2008 die Rolle der Brigitte. In Julie Delpys Historienfilm Die Gräfin übernahm sie 2009 die Rolle der Mutter der Blutgräfin Erzsébet Báthory, verkörperte in dem englischsprachigen historischen Liebesfilm Victoria, die junge Königin die Baroness Louise Lehzen und war in Albert Schweitzer – Ein Leben für Afrika als Rhena Schweitzer-Miller, Tochter von Friedensnobelpreisträger Albert Schweitzer und Helene Bresslau, zu sehen.
2014 spielte Hain an der Seite von Devid Striesow und Anna Maria Mühe in dem ARD-Fernsehfilm Göttliche Funken, in dem sie die verheiratete Pfarrerin Lily, die ihre Jugendliebe Matthias mit dessen aktueller Liebe traut, verkörperte. Ende desselben Jahres war sie in der Tragikomödie Honig im Kopf als untreue Filmehefrau Sarah Rosenbach von Til Schweiger zu sehen. In den Jahren 2018 und 2020 folgte mit der Filmkomödie Klassentreffen 1.0 und deren Fortsetzung Die Hochzeit, in der sie die Rolle der Tanja spielte, eine weitere Zusammenarbeit mit Til Schweiger. 2015 verkörperte sie in der Fernsehkomödie Storno: Todsicher versichert an der Seite von Max Riemelt die Bäuerin Olivia Poltrock. In der arte-Fernsehdokumentation Die Hälfte der Welt gehört uns – Als Frauen das Wahlrecht erkämpften spielte sie 2018 als französische Journalistin und Suffragette Marguerite Durand eine der weiblichen Hauptrollen.
Hain gastierte im Verlauf ihrer Karriere vor der Kamera in zahlreichen Krimiserien, u. a. in Wilsberg, Der Elefant – Mord verjährt nie, Bella Block, Der Bulle von Tölz, Kommissarin Lucas, Stubbe – Von Fall zu Fall, Ein starkes Team, Der Bozen-Krimi und München Mord. Zwischen 2001 und 2017 war sie sechsmal in der ARD-Krimireihe Tatort zu sehen. Sie wirkte auch in einigen Kinder- und Jugendproduktionen, wie 2001 als Annalena in Bibi Blocksberg, 2006 als Eleonora in TKKG – Das Geheimnis um die rätselhafte Mind-Machine und 2020 als Hüterin der Luftgeister in Der starke Hans.
Hain hat zwei Kinder, Sohn Jonas (* 1991) und Tochter Malou (* 2006). Sie lebt auf dem Land in Brandenburg und seit Mitte der 1990er-Jahre als Single.

## Filmografie

### Kino
- 1998: Das Trio
- 1998: Frau Rettich, die Czerni und ich
- 1999: Requiem für eine romantische Frau
- 2000: Abschied. Brechts letzter Sommer
- 2001: Sass
- 2001: Die Reise nach Kafiristan
- 2001: Rave Macbeth
- 2002: Bibi Blocksberg
- 2002: Nick Knatterton – Der Film
- 2004: Welcome Home
- 2006: TKKG – Das Geheimnis um die rätselhafte Mind-Machine
- 2008: Der Vorleser (The Reader)
- 2009: Die Gräfin (The Countess)
- 2009: Victoria, die junge Königin (The Young Victoria)
- 2009: Albert Schweitzer – Ein Leben für Afrika (Albert Schweitzer)
- 2010: Whistleblower – In gefährlicher Mission (The Whistleblower)
- 2010: Poll
- 2010: Transfer
- 2012: An Enemy To Die For (En fiende att dö för)
- 2012: Der Fall Wilhelm Reich
- 2013: The Forbidden Girl
- 2013: Lauf Junge lauf
- 2014: Lügen und andere Wahrheiten
- 2014: Therapie für einen Vampir (Der Vampir auf der Couch)
- 2014: Winterkartoffelknödel
- 2014: Honig im Kopf
- 2016: Unsere Zeit ist jetzt
- 2018: Werk ohne Autor
- 2018: Klassentreffen 1.0
- 2018: So viel Zeit
- 2019: Mein Ende. Dein Anfang.
- 2020: Lindenberg! Mach dein Ding
- 2020: Die Hochzeit
- 2021: Hannes
- 2021: Stille Post
- 2022: Die Geschichte der Menschheit – leicht gekürzt
- 2024: Die junge Frau und das Meer (Young Woman and the Sea)

### Fernsehen

#### Fernsehfilme
- 1990: Kleiner König Erich
- 1998: Die Cellistin – Liebe und Verhängnis
- 1999: Mensch Jesus (Kurzfilm)
- 2002: Die Westentaschenvenus
- 2003: Dinner for Two
- 2004: Die Frau des Architekten
- 2004: Das falsche Opfer
- 2005: Einmal so wie ich will
- 2009: Sui tuoi passi
- 2010: Gier (Zweiteiler)
- 2010: Der verlorene Vater
- 2011: Dreileben (Filmtrilogie, Teil 1 und 2)
- 2012: Bissige Hunde
- 2012: Jahr des Drachen
- 2013: Stiller Abschied
- 2014: Göttliche Funken
- 2014: Landauer – Der Präsident
- 2014: Zeit der Zimmerbrände
- 2015: Storno: Todsicher versichert
- 2016: Die Pfeiler der Macht (Zweiteiler)
- 2018: Die Hälfte der Welt gehört uns – Als Frauen das Wahlrecht erkämpften (Dokumentation)
- 2018: Ego (Kurzfilm)
- 2019: Klassentreffen
- 2019: Tödliches Comeback
- 2020: Der starke Hans
- 2021: Westwall (Fernsehserie)
- 2025: Robert Lembke – Wer bin ich?

#### Fernsehserien und -reihen
- 1999: Sturmzeit (Fünfteiler, Teil 1 und 2)
- 2001: Tatort: Im freien Fall
- 2002: Wilsberg und der Tote im Beichtstuhl
- 2004: Der Elefant – Mord verjährt nie (Folge Frau Sandmanns Glück)
- 2005: Wolffs Revier (Folge Grenzgänger)
- 2005–2006: Bis in die Spitzen (7 Folgen)
- 2005–2006: Der Adler – Die Spur des Verbrechens (Ørnen: En krimi-odyssé)
  - 2005: Codename: Kronos (Kodenavn: Kronos)
  - 2006: Codename: Thanatos (Kodenavn: Thanatos)
  - 2006: Codename: Minos (Kodenavn: Minos)
- 2006: Tatort: Liebe am Nachmittag
- 2007: Tatort: Die dunkle Seite
- 2008: Bella Block: Reise nach China
- 2008: Kommissar Süden und das Geheimnis der Königin
- 2008: Kommissar Süden und der Luftgitarrist
- 2008: Der Bulle von Tölz: Der Kartoffelkönig
- 2011: Kommissarin Lucas – Gierig
- 2011: Nachtschicht – Reise in den Tod
- 2012: Stubbe – Von Fall zu Fall: Alte Freunde
- 2013: Donna Leon – Auf Treu und Glauben
- 2013, 2016, 2020: SOKO Köln (verschiedene Rollen, 3 Folgen)
- 2013: Tatort: Scheinwelten
- 2013, 2016: Der Alte (verschiedene Rollen, 2 Folgen)
- 2015: Die Kanzlei (Folge Kleine Fluchten)
- 2016: Paare (Folge Fall 17)
- 2016: Ein starkes Team: Knastelse
- 2017: Der Bozen-Krimi – In der Falle
- 2017: Babylon Berlin (4 Folgen)
- 2017: SOKO Leipzig (Folge Spurlos verschwunden)
- 2017: Trakehnerblut (8 Folgen)
- 2017: Tatort: Fangschuss
- 2017: Tatort: Der wüste Gobi
- 2018: Der Staatsanwalt (Folge Vollstreckt)
- 2019: Der Kriminalist (Folge Kleiner Bruder)
- 2019: Der Bozen-Krimi – Falsches Spiel
- 2019: Dengler – Brennende Kälte
- 2020: Charlotte Link – Die Entscheidung
- 2020: Mirage – Gefährliche Lügen (6 Folgen)
- 2021: Waldgericht – Ein Schwarzwaldkrimi – Die schwarze Frau
- 2021: Waldgericht – Ein Schwarzwaldkrimi – Die Verwandlung
- 2021: München Mord: Der Letzte seiner Art
- 2021: Tribes of Europa (5 Folgen)
- 2021: Faking Hitler (4 Folgen)
- 2021: Der Palast (Staffel 1, 6 Folgen)
- 2022: Herzogpark (2 Folgen)
- 2023: Luden (6 Folgen)
- 2023: Everyone is F*cking Crazy (8 Folgen)
- 2023: Davos 1917 (6 Folgen)
- 2023: Tatort: Kontrollverlust
- 2024: Testo (5 Folgen)
- 2024:  Der Palast (Staffel 2, 6 Folgen)
- 2024: Ein starkes Team: Der tote Mörder

## Auszeichnungen
- 1999: DIVA – Deutscher Entertainment Preis (Nachwuchsförderpreis der Bayerischen Staatsregierung)
- 2004: Goldene Nymphe als Beste Schauspielerin beim Festival de Télévision de Monte-Carlo für Die Frau des Architekten
- 2010: Grimme-Preis für ihre Darstellung in Kommissar Süden und der Luftgitarrist
- 2011: Bambi (Beste Schauspielerin national) für ihre Darstellung in Poll
- 2023: Blauer Panther – TV & Streaming Award für ihre Darstellung der Jutta in Luden – Könige der Reeperbahn